# Ruprechtia apetala
Ruprechtia apetala (ivirá),  es una especie perenne de árbol dioico de la familia de las Poligonáceas.  Es endémica de Argentina y de Bolivia. Está amenazada por la pérdida de hábitat. 

## Nombres comunes
Se la conoce con los siguientes nombres comunes: ibaró, ibirá ró, ibiráró, palo de lanza, duraznillo, higuerón, higuerilla hembra, higuerilla macho, manzanilla, manzano del campo, sacha manzano, virarú y virarú colorado.

## Descripción
Pequeño árbol o arbusto de 3 a 10 m de altura, copa redondeada,  tronco de corteza grisácea, lisa, de 2 a 3 dm de diámetro; ramillas pubescentes, y ocreas caducas en nudos; ramas con lenticelas. Hojas caducifolias, alternas, pubescentes en el envés, ovadas a elípticas, de 3-12 x 2-7 cm, manchadas color herrumbre cuando viejas, ápice agudo, base obtusa; márgenes ondulado-crenados, con nervación destacada, fuerte en el envés; pecíolo pubescente, de 4-12 mm de largo. Inflorescencias en racimos de 3-9 cm de largo,  raquis y pedicelos pubescentes. Flor masculina rosa suave, de 3-5 mm de diámetro, y perianto 6-tépalos casi libres, oblongo-elípticos, ciliados en bordes; 9-estambres,  6 en el verticilo exterior y 3 en el interior, exertos;  flor femenina rojiza a amarillenta, 3-sépalos pubescentes, lineal-lanceolados, de 2-4 mm de largo, soldados en un tubo muy corto; corola 3-pétalos,  casi atrofiados, lineales, libres, menores que los sépalos; pequeños estaminodios. Fruto aquenio elipsoide-trígono, de  9 x 3-4 mm, envuelto en los 3 sépalos acrescentes rojos, oblongos, de 25 mm de largo. Semilla piriforme-trilobulada, 5-8 mm de largo. 

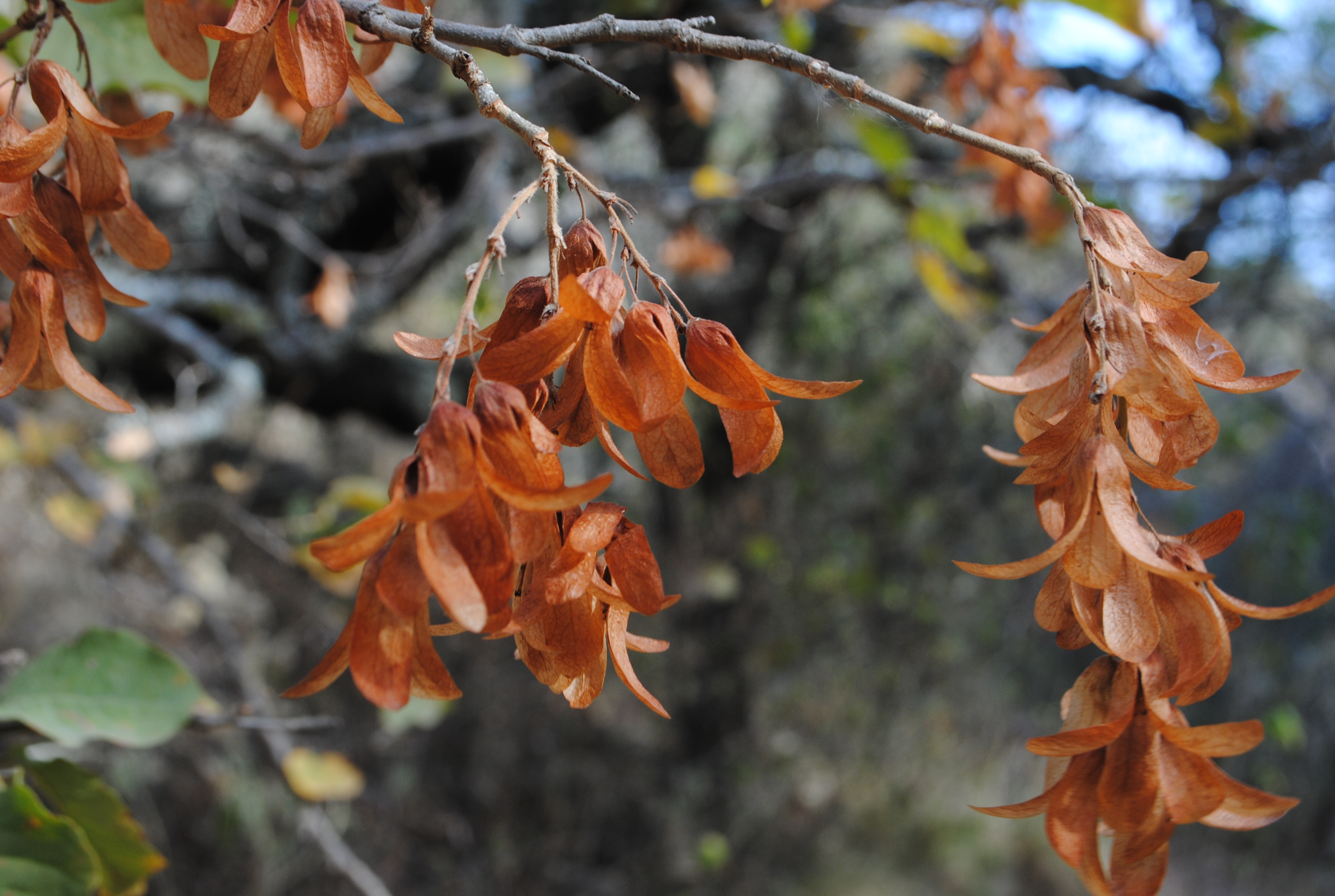
Aquenios de Ruprechtia apetala